# Curienne
Curienne és un municipi francès situat al departament de la Savoia i a la regió d'Alvèrnia-Roine-Alps. L'any 2007 tenia 646 habitants.

## Demografia

### Població
El 2007 la població de fet de Curienne era de 646 persones. Hi havia 220 famílies de les quals 28 eren unipersonals (12 homes vivint sols i 16 dones vivint soles), 72 parelles sense fills, 108 parelles amb fills i 12 famílies monoparentals amb fills.
La població ha evolucionat segons el següent gràfic:
Habitants censats

### Habitatges
El 2007 hi havia 271 habitatges, 218 eren l'habitatge principal de la família, 42 eren segones residències i 11 estaven desocupats. 239 eren cases i 32 eren apartaments. Dels 218 habitatges principals, 174 estaven ocupats pels seus propietaris, 40 estaven llogats i ocupats pels llogaters i 4 estaven cedits a títol gratuït; 11 tenien dues cambres, 19 en tenien tres, 47 en tenien quatre i 141 en tenien cinc o més. 201 habitatges disposaven pel capbaix d'una plaça de pàrquing. A 62 habitatges hi havia un automòbil i a 149 n'hi havia dos o més.

### Piràmide de població
La piràmide de població per edats i sexe el 2009 era:
| Homes | Edats   | Dones |
| ----- | ------- | ----- |
| 0     | 95 o +  | 0     |
| 0     | 90 a 94 | 4     |
| 4     | 85 a 89 | 0     |
| 4     | 80 a 84 | 4     |
| 0     | 75 a 79 | 8     |
| 4     | 70 a 74 | 0     |
| 8     | 65 a 69 | 0     |
| 16    | 60 a 64 | 16    |
| 8     | 55 a 59 | 16    |
| 24    | 50 a 54 | 24    |
| 32    | 45 a 49 | 28    |
| 32    | 40 a 44 | 28    |
| 24    | 35 a 39 | 24    |
| 32    | 30 a 34 | 20    |
| 4     | 25 a 29 | 16    |
| 16    | 20 a 24 | 8     |
| 32    | 15 a 19 | 36    |
| 16    | 10 a 14 | 32    |
| 28    | 5 a 9   | 32    |
| 16    | 0 a 4   | 20    |

## Economia
El 2007 la població en edat de treballar era de 443 persones, 316 eren actives i 127 eren inactives. De les 316 persones actives 295 estaven ocupades (159 homes i 136 dones) i 21 estaven aturades (8 homes i 13 dones). De les 127 persones inactives 46 estaven jubilades, 56 estaven estudiant i 25 estaven classificades com a «altres inactius».

### Ingressos
El 2009 a Curienne hi havia 221 unitats fiscals que integraven 662 persones, la mediana anual d'ingressos fiscals per persona era de 21.197 €.

### Activitats econòmiques
Dels 16 establiments que hi havia el 2007, 5 eren d'empreses de construcció, 2 d'empreses de transport, 2 d'empreses d'hostatgeria i restauració, 1 d'una empresa d'informació i comunicació, 1 d'una empresa immobiliària, 4 d'empreses de serveis i 1 d'una entitat de l'administració pública.
Dels 7 establiments de servei als particulars que hi havia el 2009, 1 era una oficina de correu, 2 fusteries, 2 lampisteries i 2 restaurants.
L'any 2000 a Curienne hi havia 14 explotacions agrícoles que ocupaven un total de 81 hectàrees.

## Equipaments sanitaris i escolars
El 2009 hi havia 1 escola maternal i 1 escola elemental.

## Poblacions més properes
El següent diagrama mostra les poblacions més properes.